# Gubaidulla Khan
Gubaidulla Khan fou kan de l'Horda Mitjana Kazakh.
Es va proclamar el 1821 en contra de Sergazy Khan. El 1824 els russos van decidir suprimir el càrrec de kan que si bé després fou restablert per un rebel temporalment (1841-1847), ja no va tornar a existir legalment.